# Serbia na Letnich Igrzyskach Olimpijskich 1912
Reprezentacja Królestwa Serbii na V Letnich Igrzyskach Olimpijskich w Sztokholmie liczyła dwóch sportowców startujących w jednej z szesnastu dyscyplin sportowych. Chorążym reprezentacji był 21-letni maratończyk Dragutin Tomašević, a drugim reprezentantem był 17-letni sprinter Dušan Milošević. Dla obu były to jedyne igrzyska olimpijskie w karierze. W swoim debiucie olimpijskim Serbowie nie zdobyli żadnych medali.
Liczba serbskich sportowców biorących udział w igrzyskach w Sztokholmie była najmniejsza w historii startów tego kraju na igrzyskach olimpijskich.

## Tło startu
Serbski Komitet Olimpijski powstał 10 lutego 1910 roku pod nazwą Serbskiego Klubu Olimpijskiego.  Organizacja powstała z inicjatywy młodych oficerów, którzy poznali ideę olimpizmu we Francji. Głównym propagatorem ruchu olimpijskiego został Svetomir Đukić. Klub stał się komitetem narodowym pod koniec 1911, a w 1912 roku został przyjęty do Międzynarodowego Komitetu Olimpijskiego, stając się tym samym pierwszym Narodowym Komitetem Olimpijskim na ziemiach południowosłowiańskich. 

### Kwalifikacje i kontrowersje
W maju 1912 roku Komitet zorganizował kwalifikacje olimpijskie w Košutnjaku (dziś część Belgradu). Rozegrano dwie konkurencje lekkoatletyczne – bieg na 100 metrów i maraton na trasie Košutnjak – Umka – Košutnjak. Pierwszą konkurencję wygrał Milošević, drugą zaś Tomašević. Dzięki dofinansowaniu rządowemu (z inicjatywy premiera Nikoli Pašicia) w kwocie 4000 dinarów, obaj zawodnicy wyruszyli pociągiem do Sztokholmu. Towarzyszyła im trzyosobowa ekipa złożona z przewodniczącego komitetu – kapitana Svetomira Đukicia, sekretarza komitetu – porucznika kawalerii Dragutina Vojnovicia i kierownika drużyny olimpijskiej – inż. Andre Jovicia.
Niewyjaśnioną kwestią pozostaje start trzeciego serbskiego zawodnika. Miał być nim Živko Vastić, rolnik z Žarkova. W niektórych dokumentach widnieje informacja, że Vastić był na liście startowej, lecz na samym starcie się nie pojawił. Miał on zająć drugie miejsce podczas serbskich kwalifikacji, lecz przed samym wyjazdem nie uzyskał pozwolenia na opuszczenie kraju od króla Piotra I Karadziordziewicia, który uzasadnił swoją decyzję słowami: „као сељак не би могао да се снађе и на прави начин репрезентује Србију / jako chłop nie mógłby dać sobie rady i we właściwy sposób reprezentować Serbię“. Na stronie Serbskiego Komitetu Olimpijskiego brak jest jakiejkolwiek wzmianki o Vasticiu.

## Wyniki

### Lekkoatletyka
Pierwszą konkurencją z udziałem Serbów był bieg na 100 metrów. Startował w niej jeden reprezentant kraju – Dušan Milošević. Eliminacje rozegrane zostały 6 lipca. Wystartował w ósmym biegu eliminacyjnym, który zakończył z nieznanym wynikiem. Musiał być jednak trzeci lub czwarty, bowiem po tym starcie zakończył swój udział w konkurencji. Słaby występ Serba był spowodowany ostrym bólem brzucha. Po biegu zawodnik został przewieziony do szpitala, gdzie wykryto w jego ciele arsen, co mogłoby sugerować, iż został otruty. Szwedzka policja wszczęła dochodzenie, lecz nikomu nie postawiono zarzutów. Podczas kilkudniowego pobytu w szpitalu, Miloševicia odwiedził Pierre de Coubertin wraz z córką. Złoty medal w biegu na 100 m zdobył Amerykanin Ralph Craig.
Drugą konkurencją lekkoatletyczną z udziałem reprezentanta Serbii był bieg maratoński rozegrany 14 lipca. Wystartował w nim Dragutin Tomašević. Nie został on ostatecznie sklasyfikowany z powodu nieukończenia biegu. Złoty medal zdobył reprezentant Związku Południowej Afryki – Kenneth McArthur.
| Zawodnik           | Konkurencja | Eliminacje | Eliminacje         | Półfinał | Półfinał | Finał | Finał   |
| Zawodnik           | Konkurencja | Czas       | Miejsce            | Czas     | Miejsce  | Czas  | Miejsce |
| ------------------ | ----------- | ---------- | ------------------ | -------- | -------- | ----- | ------- |
| Dušan Milošević    | 100 m       | nn         | 3-4. w swoim biegu | NQ       | NQ       | NQ    | NQ      |
| Dragutin Tomašević | Maraton     | —          | —                  | —        | —        | -     | DNF     |